# Cleruchus detritus
Cleruchus detritus is een vliesvleugelig insect uit de familie Mymaridae. De wetenschappelijke naam is voor het eerst geldig gepubliceerd in 1964 door Bakkendorf.